# Engelhard I. Göler von Ravensburg
Engelhard I. Göler von Ravensburg (* 22. Juni 1570; † 17. März 1654) stammt aus der Familie Göler von Ravensburg, einem alten Kraichgauer Adelsgeschlecht, das der Schwäbischen Reichsritterschaft angehörte und dessen Stammsitz, die Ravensburg, bei Sulzfeld in Baden-Württemberg liegt. Er war Obervogt zu Durlach und Pforzheim.

## Familie
Engelhard I. war der jüngste Sohn des Bernhard II. Göler von Ravensburg und der Maria von Hirschhorn. Er war ab 1603 mit Anna Maria von Mentzingen (1582–1641) verheiratet. Aus dieser Ehe stammen sieben Kinder, von denen vier jung starben. Das Erwachsenenalter erreichten die Söhne Georg Bernhard, Engelhard II. und Friedrich II.

## Leben
Nach ausführlichen Reisen durch Frankreich, Italien (Siena 1596) und Spanien bekleidete er von 1604 bis 1614 das Amt des markgräflich badischen Ovbervogts zu Durlach und Pforzheim. In Pforzheim schenkte ihm Markgraf Friedrich V. 1625 das Haus am Schlossberg 12, die frühere Hofschmiede. 1609 ließ er in Sulzfeld das Mittlere Schloss errichten, das aufgrund seiner Tätigkeit in Pforzheim auch als Pforzheimer Schloss bezeichnet wurde. Das Gebäude wurde später zum Rentamt umgebaut, vom ursprünglichen Bau sind das Renaissanceportal und ein Treppenturm erhalten.